# Coptodera aerata
Coptodera aerata es una especie de escarabajo del género Coptodera, familia Carabidae. Fue descrita científicamente por Dejean en 1825.
Habita en los Estados Unidos (desde Connecticut y Florida hasta Nebraska y Texas). Mide 5-7 mm. Se encuentra debajo y sobre la corteza de los árboles en áreas boscosas.